# Saint-Julien-de-Civry
Saint-Julien-de-Civry är en kommun i departementet Saône-et-Loire i regionen Bourgogne-Franche-Comté i östra Frankrike. Kommunen ligger i kantonen Charolles som tillhör arrondissementet Charolles. År 2022 hade Saint-Julien-de-Civry 468 invånare.

## Befolkningsutveckling
Antalet invånare i kommunen Saint-Julien-de-Civry
| Referens: INSEE |